# Microlitro

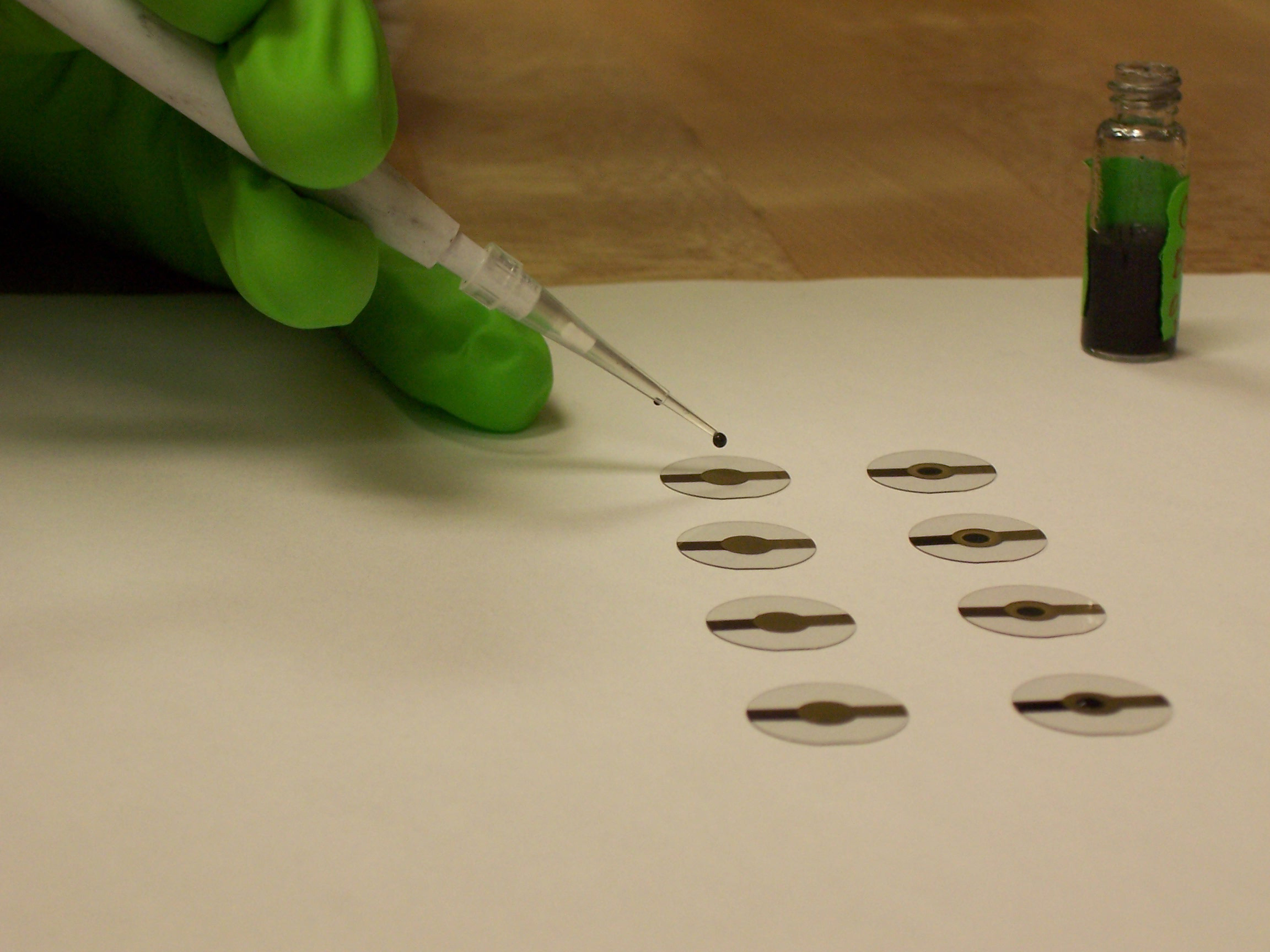
Preparação de amostras com 2μl de nanotubos de carbono no Instituto Nacional de Padrões e Tecnologia.

O microlitro é uma unidade de volume equivalente à milionésima parte de um litro, representada por o símbolo μl. Também equivale a 1 milímetro cúbico.
1 μL = 10–6 L = 1 mm3

## Abreviatura
Embora o símbolo SI para o microlitro seja μl, para não haver perigo de se confundir com o mililitro (ml), é recomendado o uso da expressão microlitro por extenso, sendo por vezes também usada a  expresssão microl ou microL.
Em 1880, o BIPM introduziu o símbolo λ para microlitro, que embora em desuso, ainda é usado na indústria farmacêutica.

## Equivalências
- 1 μL = 1000 nanolitros (nL)
- 1 μL = 0.001 mililitros (mL)
- 1 μL = 0.0001 centilitros (cL)
- 1 μL = 0.00001 decilitros (dL)
- 1 μL = 0.000001 litros (L)

## Uso

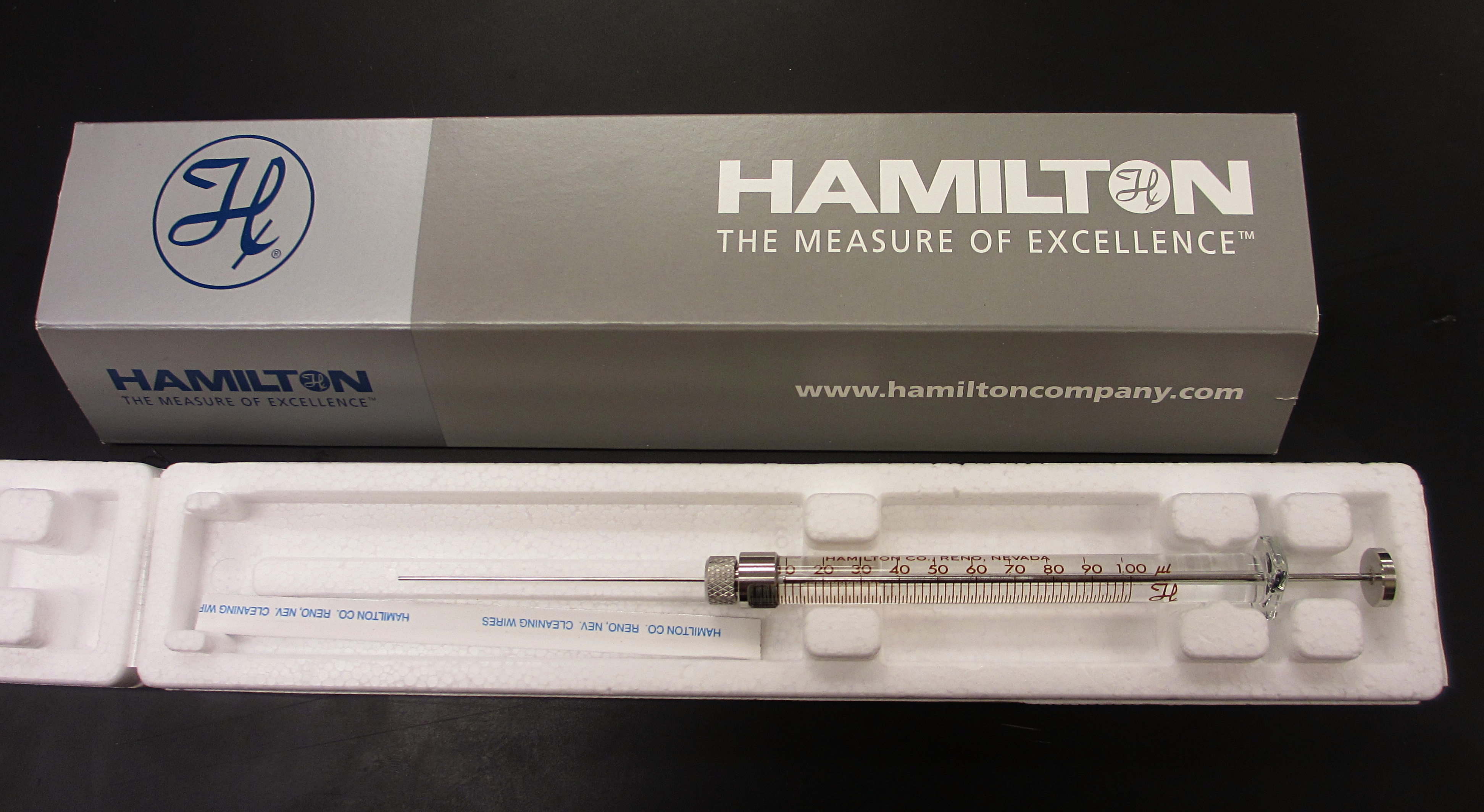
Uma seringa de microlitro.

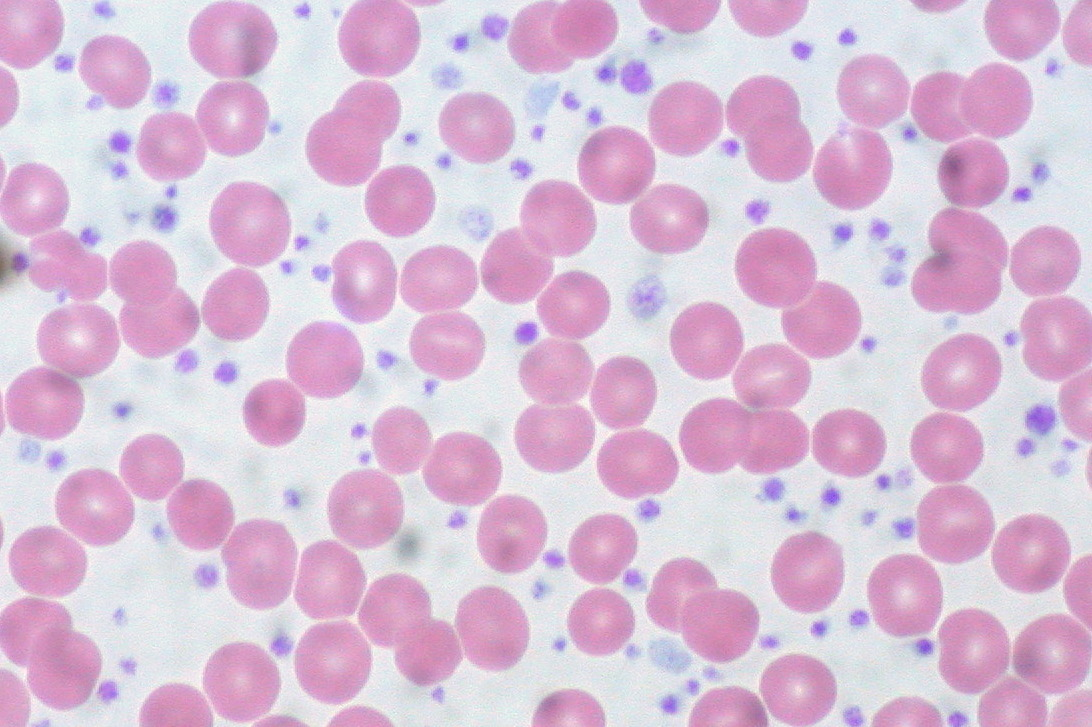
Sangue com contagem de 1.5-2 milhões de plaquetas por microlitro.

Em hematologia, por vezes as concentrações de células sanguíneas são expressas em unidades por microlitro. Também é usada em análise laboratorial, como por exemplo, no isolamento do ADN ou na purificação de substâncias químicas.